# 1984 en Espagne
Cet article présente les faits marquants de l'année 1984 en Espagne.

## Décès
- 1er janvier : Cagancho (Joaquín Rodríguez Ortega), matador espagnol (° 17 février 1903).
- 17 janvier : Ángel Arteaga, compositeur espagnol (° 28 janvier 1928).
- 3 février : Antonio Montes, coureur cycliste espagnol (° 8 juin 1911).
- 21 février : Emilio Rodriguez, coureur cycliste espagnol (° 28 novembre 1923).
- 28 février : Hortensio Vidaurreta, coureur cycliste espagnol (° 11 janvier 1928).
- 24 mai : Alexandre Vilalta, pianiste espagnol et mexicain (° 29 novembre 1905).
- 9 septembre : Manuel Valls i Gorina, compositeur, professeur et critique musical espagnol (° 21 juillet 1920).
- 26 septembre : 
  - Antonio Bueno, peintre italien d'origine espagnole (° 21 juillet 1918).
  - Paquirri (Francisco Rivera Pérez), matador espagnol (° 5 mars 1948).
- 14 décembre : Alberto Fernández Blanco, coureur cycliste espagnol (° 15 janvier 1955).